# Alexandr Prudnikov
Alexandr Alexandrovič Prudnikov (rusky Александр Александрович Прудников) (* 26. února 1989) je ruský fotbalový útočník, momentálně hrající za ruský klub FK Anži Machačkala.
Jako nadějný hráč přišel v roce 2009 do Sparty Praha, ale neprosadil se zde. Přesto slavil s mužstvem zisk ligového titulu v sezóně 2009/10.
24. října 2013 vstřelil v dresu Rubinu Kazaň gól v utkání základní skupiny Evropské ligy 2013/14 s anglickým celkem Wigan Athletic, střetnutí skončilo remízou 1:1.